# Hexatoma flavida
Hexatoma flavida är en tvåvingeart som först beskrevs av Samuel Wendell Williston  1900.  Hexatoma flavida ingår i släktet Hexatoma och familjen småharkrankar. Inga underarter finns listade i Catalogue of Life.